# Нешат, Ширин
Ширин Нешат (англ. Shirin Neshat, перс. شیرین نشاط‎; род. 26 марта 1957, Казвин, Иран) — иранская художница, работающая в Нью-Йорке, США известная в прежде всего своими работами в кино, видео и фотографии. Её творчество сосредоточено на контрастах между исламом и западом, женственности и мужественности, общественной жизни и личной жизни, древности и современности, а также на преодолении пространства между этими субъектами.
Нешат была многократно признана за свою работу. Наиболее известными её наградами можно назвать Международную премию на XLVIII Венецианском биеннале в 1999 году, «Серебряный лев» за лучшую режиссуру на 66-м Венецианском кинофестивале в 2009 году, а также звание художника десятилетия от издания The Huffington Post.

## Биография
Нешат является четвёртым из пяти детей богатых родителей, воспитанных в религиозном городе Казвин на северо-западе Ирана в «очень тёплой, поддерживающей мусульманской семейной среде», где она узнала традиционные религиозные ценности через бабушку и дедушку по материнской линии. Отец Нешат был врачом, а мать — домохозяйкой. Нешат говорила, что её отец «фантазировал о западе, романтизировал запад и медленно отвергал все свои собственные ценности; оба родителя так сделали. Я думаю, что случилось то, что их идентичность медленно растворилась, они обменяли её на утешение».
В рамках «вестернизации» Нешат она была зачислена в католическую школу-интернат в Тегеране. Через принятие её отцом западных идеологий пришло принятие формы западного феминизма. Отец Нешат воодушевлял каждую из своих дочерей «быть индивидуальностью, брать на себя риск, учиться, увидеть мир», и он отправил своих дочерей так же, как и сыновей в колледж для получения высшего образования.

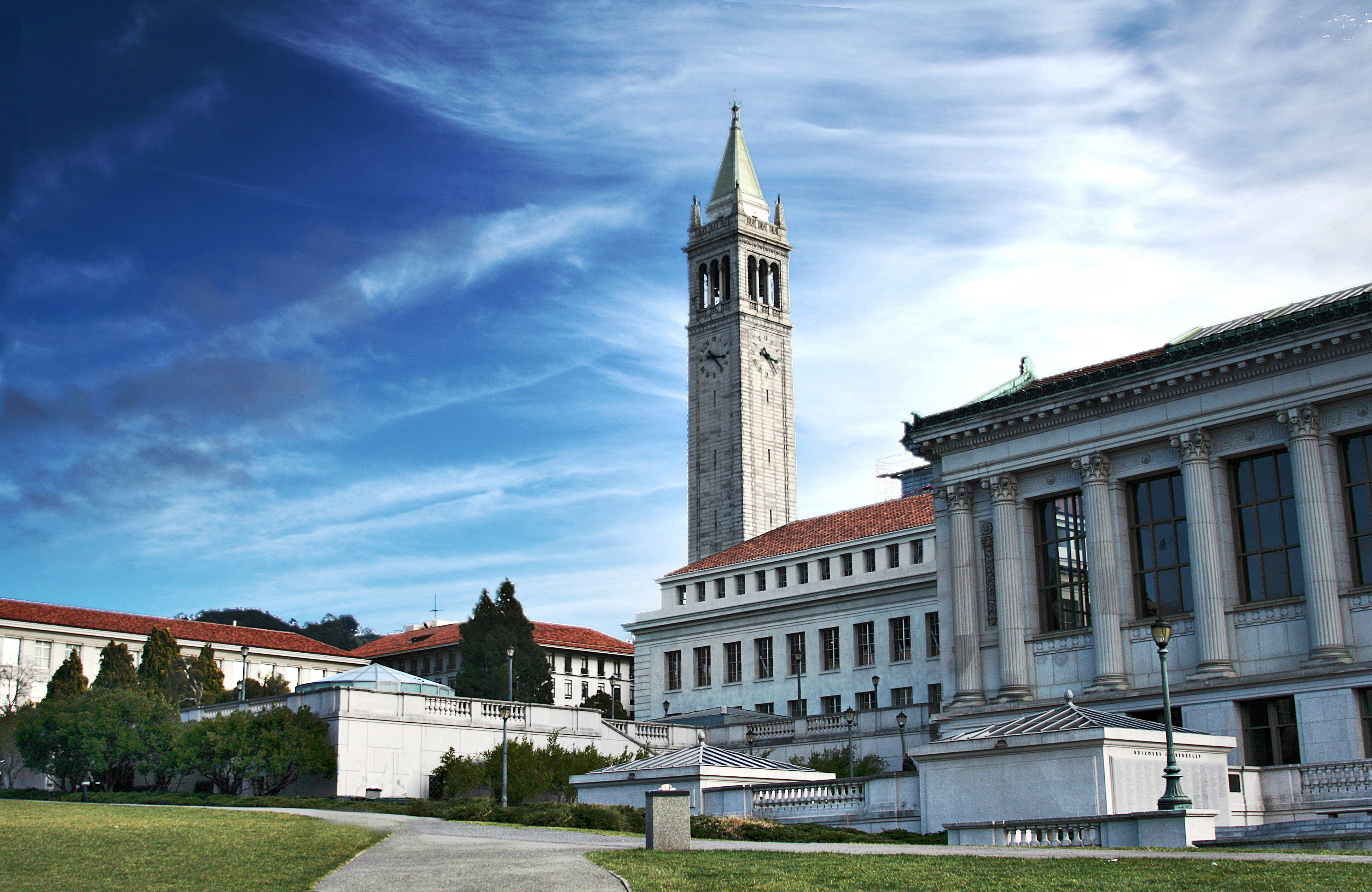
Кампус Калифорнийского университета в Беркли.

1975 году Нешат покинула Иран, для изучения искусства в Калифорнийском университете в Беркли и получила степень бакалавра искусств, мастера искусств и мастера изобразительных искусств. Нешат защитила диплом в Калифорнийском университете в Беркли в 1983 году. Вскоре она переехала в Нью-Йорк, где быстро поняла, что профессия, на которую она училась, не была связана с созданием искусства. После встречи со своим будущим мужем, который управлял «Витриной для искусства и архитектуры» (Storefront for Art and Architecture) — альтернативным пространством в Манхэттене, она посвятила 10 лет своей жизни работе с ним в «витрине», которая стала местом, где началось её настоящие образование.
В течение этого времени, она не совершала никаких серьёзных попыток создания искусства, и некоторые немногочисленные попытки были впоследствии уничтожены. Она была очень напугана нью-йоркской арт-сценой и полагала, что искусство, которое она создавала не было достаточно существенным. Она утверждает, что «те десять лет я практически нечего не создавала, оставаясь недовольной тем искусством, которым занималась, и в конце концов оно было уничтожено».
Исламская революция в Иране сделала её эмигранткой, посетить родину она сумела только в 1990 году, через год после смерти Рухолла Хомейни. «Это был, вероятно, один из наиболее шокирующих опытов, что я когда-либо имела. Разница между тем, что я помнила из иранской культуры и что засвидетельствовала была громадной. Изменения были пугающим и захватывающими; я никогда не была стране, которая бы столь опиралась на идеологию. Наиболее приметным, конечно, было изменение внешнего вида людей и публичного поведения».
Так как «Витрина» работала подобно культурной лаборатории, Нешат была представлена таким творцам, как художники, архитекторы и философы; она утверждает, что «Витрина» в конце концов помогла снова зажечь её страсть к искусству, подтолкнула её задуматься глубоко о себе и о том, что она хотела создавать, как художник. В 1993 году Нешат начала серьёзно заниматься искусством, начиная с фотографии.

## Творчество
Ранними работами Нешат были фотографии, такие как серии Раскрытие (Unveiling) (1993) и Женщины Аллаха (Women of Allah) (1993—1997), которые исследуют понятия женственности в связи с исламским фундаментализмом и воинственностью в её родной стране. Как способ справиться с несоответствием между культурой, которую она увидела, и культурой дореволюционного Ирана, в котором она выросла, она начала свою первую зрелую работу — серию Женщины Аллаха — женские портреты, полностью покрытые персидской вязью.
Её работа перекликается с социальным, культурным и религиозным порядком мусульманских обществ и сложностью некоторых противоречий, таких, как между мужчиной и женщиной. Нешат часто подчёркивает эту тему, показывая два или более согласованных фильма одновременно, создавая сильные визуальные контрасты через такие мотивы, как свет и тьма, чёрное и белое, мужское и женское. Нешат также сделала более традиционные повествовательные короткометражные фильмы, такие как Зарин (Zarin).

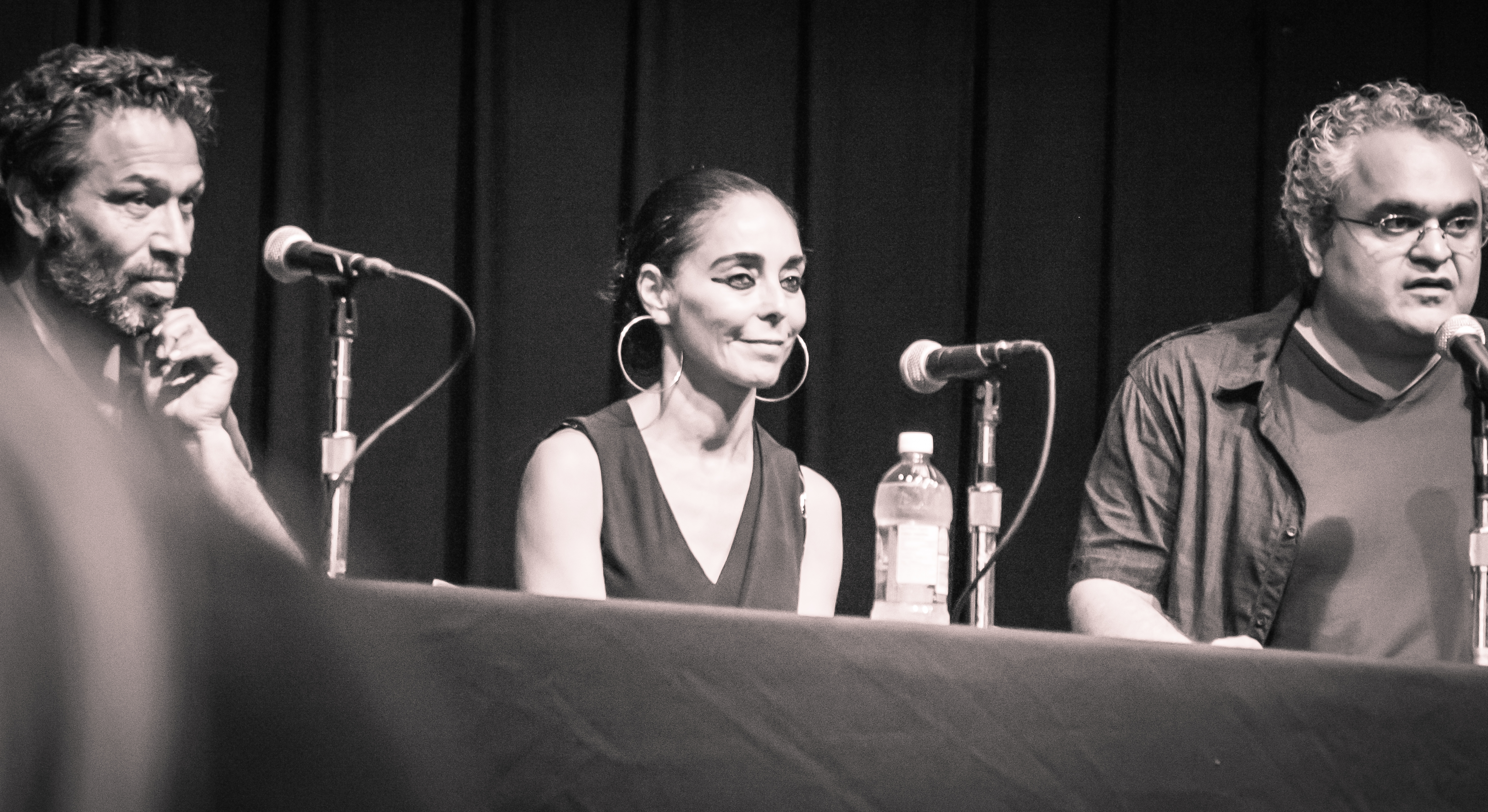
Шоджа Азари, Ширин Нешат и Бабак Паями на фестивале Тирган (Tirgan Festival), 2013 год.

Работа Нешат посвящена социальным, политическим и психологическим аспектам женского опыта в современных исламских обществах. Хотя Нешат активно противостоит стереотипным представлениям ислама, её художественные цели не являются явно полемическими. Скорее, её работа осознаёт сложные интеллектуальные и религиозные силы, формирующие идентичность мусульманской женщины по всему миру. Используя персидскую поэзию и каллиграфию, она исследовала такие понятия, как мученичество, изгнание, проблемы идентичности и женственности.
Когда Нешат пришла к кино и видео, на неё повлияло творчество иранского режиссёра Аббаса Киаростами. Она говорила: «Что мне нравится в Киаростами, так это то, что он создал эстетику, которая столь хорошо работает в рамках ограничений. Он не идёт на острые вопросы, которые были бы привлекательны для постороннего и даже больше для иранцев. Он остаётся отстранённым. Его фильмы культурно специфичны, но он не питает модного интереса к исламу. Это путешествия, рассказы, и хотя они в некотором роде специфичны для Ирана, они также универсальны». Она сняла несколько видео работ, среди которых Закрепление (Anchorage) (1996), Тень под паутиной (Shadow under the Web) (1997), Турбулентный (Turbulent) (1998), Восторг (Rapture ) (1999) и Монолог (Soliloquy) (1999). Признание Нешат стало более международным в 1999 году, когда она выиграла Международную премию XLVIII Венецианской биеннале с работами Турбулентный и Восторг. Проект включал в себя почти 250 дополнений и был сделан Галереей Жерома де Нуармона, он получил критический и публичный успех после мировой премьеры в Чикагском институте искусств в мае 1999 года. В Восторге (Rapture) Нешат впервые попыталась сделать «чистую фотографию» с целью создания эстетического, поэтического и эмоционального шока. Игры желания (Games of Desire), видео и фоторепортаж, были выставлены в период с 3 сентября по 3 октября в Gladstone Gallery в Брюсселе, а затем в ноябре отправились в Галерею Жерома де Нуармона (Galerie Jérôme de Noirmont) в Париже. Фильм, который снят в Лаосе, рассказывает о небольшой группе пожилых людей, которые поют народные песни с сексуальной лирикой — практика, которая приближается к устареванию.
В 2001—2002 годах Нешат сотрудничала с певицей Сьюзан Дейхим и создала мультимедийную пьесу Логика Птиц (Logic of the Birds), которая была спродюсирована куратором и историком искусства Роузли Голдберг. Премьера состоялась на Lincoln Center Summer Festival в 2002 году, после чего представление отправилась в Walker Art Institute в Миннеаполисе и в Artangel в Лондоне. В этой коллаборции, а также в других её проектах, которые объединяет музыка, Нешат использует звук для помощи в создании эмоционального, вызывающего воспоминания момента, который будет резонировать со зрителями обоих ближневосточной и западной культур. В интервью журналу Bomb в 2000 году Нешат сказала: «Музыка становится душой, личной, интуитивной и нейтрализующей социополитические аспекты работы. Эта комбинация изображения и музыки предназначена для создания переживания, которое движет аудиторией».
В 2001 сняла с Филипом Глассом фильм Passage.
22 октября 2007 года о Нешат появился материал в журнале The New Yorker.
В 2009 году на 66-м Венецианском кинофестивале она получила Серебряного льва за лучшую режиссуру за полнометражный фильм Женщины без мужчинIMDb, основанный на одноимённом романе иранской писательницы Шарнуш Парспипур. Нешат сказала о фильме: «Это был труд любви в течение шести лет. <…> Этот фильм говорит с миром и с моей страной». В фильме рассматривается британо-американский переворот 1953 года, который вытеснил Иранское демократически избранное правительство монархией.
В июле 2009 года Нешат приняла участие в трёхдневной голодовке в Штаб-квартире ООН в Нью-Йорке в знак протеста против президентских выборов 2009 года в Иране.

## Выставки и кинофестивали
С её первой персональной выставки во Franklin Furnace в Нью-Йорке в 1993 году, Нешат выставлялась на персональных выставках в Музее современного искусства (Museo de Arte Moderno), Мехико, Мексика; Хьюстонском музее современного искусства (Contemporary Arts Museum), Хьюстон, штат Техас, США; Центре искусств Уокера (Walker Art Center), Миннеаполис, штат Миннесота, США (2002); Замке Риволи (Castello di Rivoli), Турин, область Пьемонт, Италия; Музее искусств Далласа (Dallas Museum of Art), Даллас, штат Техас, США; Wexner Center for the Arts, Колумбус, штат Огайо, США; Чикагском институте искуссв (Art Institute of Chicago), Чикаго, штат Иллинойс, США; Галерее Серпентайн (Serpentine Gallery), Лондон, Великобритания; Museo de Arte Contemporáneo de Castilla y León, Леон, провинция Леон, Испания; Гамбургском вокзале, Берлин, Германия (2005).
В 2008 году её персональная выставка Женщины без мужчин открылась в ARoS Aarhus Kunstmuseum, Орхус, коммуна Орхус, Дания, и посетила Национальный музей современного искусства (National Museum of Contemporary Art) в Афинах, Атика, Греция, и Дом культуры (Kulturhuset), Стокгольм, Швеция. В 2012 году Нешат провела персональную выставку Игра желаний в Сингапуре, в Art Plural Gallery. Также в 2012 году фотография Нешат Безмолвная была приобретена и выставлена в Музее искусств округа Лос-Анджелес. Крупная ретроспектива работ Нешат, была организована Детройтским институтом искусствв 2013 году.
Нешат была включена в 1999 году в Венецианская биеннале (La Biennale di Venezia), Венеция, область Венеция, Италия; в 2000 году в Биеннале Уитни (Whitney Biennial), Нью-Йорк, США; documenta XI, Кассель, земля Гессен, Германия; в 2008 году биеннале Prospect.1 New Orleans, Новый Орлеан, штат Луизиана, США.
С 2000 года Нешат также участвует в кинофестивалях, включая Telluride Film Festival (2000), Международный кинофестиваль в Чикаго (Chicago International Film Festival) (2001), Международный кинофестиваль в Сан-Франциско (Chicago International Film Festival) (2001), Кинофестиваль в Локарно ( Locarno International Film Festival) (2002), Кинофестиваль Трайбека (Tribeca Film Festival) (2003), Кинофестиваль Сандэнс (Sundance Film Festival) (2003), а также Каннский кинофестиваль (Cannes Film Festival) (2008).
В 2013 году она была членом жюри на 63-м Берлинском международном кинофестивале (63rd Berlin International Film Festival).

### Ширин Нешат в России
Выставка работа Ширин Нешат (вместе с Биллом Виолой) прошла в 2003 году в Государственном Эрмитаже.

## Произведения
- The Women of Allah (1993—1997, серия фотографий)
- Turbulent (1998, видео-инсталляция)
- Rapture (1999, видео-инсталляция)
- Soliloquy (1999, видео-инсталляция)
- Fervor (2000, видео-инсталляция)
- Passage (2001, видео-инсталляция, с Ф. Глассом)
- Logic of the Birds (2002, мультимедиальное представление, с С. Дейхим)
- The Last Word (2003, видео-инсталляция)
- Mahdokht (2004, видео-инсталляция)
- Zarin (2005, видео-инсталляция)
- Munis (2008, видеофильм)
- Faezeh (2008, видеофильм)
- Женщины без мужчин (2009, полнометражный фильм)
- Looking for Oum Kulthum (2017, полнометражный фильм)
- Aida (2017, опера)[26]

## Персональные выставки
- 1996 — Художественный центр современного искусства, Фрайбург.
- 1998 — Turbulent. Музей американского искусства Уитни
- 1998 — Галерея Тейт, Лондон
- 1998 — Европейский дом фотографии, Париж
- 1999 — Rapture. Художественный институт, Чикаго; Художественный музей, Бонн
- 2000 — Художественный музей, Даллас
- 2001 — Музей современного искусства, Монреаль
- 2002 — Замок Риволи, Турин
- 2003 — Музей современного искусства, Хьюстон
- 2005 — Shirin Neshat: Women without Men and Other Works. Новая национальная галерея, Берлин

## Награды
- Видеофильмы Turbulent (1998) и Rapture (1999) были награждены «Первой международной премией» на XLVIII Венецианской биеннале (1999).
- Гран-при на биеннале в Кванджу (2000).
- Премия «Визуальное искусство» от Эдинбургского международного кинофестиваля (2000).
- Премия «Infinity» от Международного центра фотографии в Нью-Йорке (2002).
- Премия «ZeroOne» от Берлинского университета (2003).
- Приз «Свобода Хиросимы» от Хиросимского музея искусств (2005).
- Премия «Дороти и Лилиан Гиш» в Нью-Йорке (2006).
- «Братство Медиаискусства» Фонда Рокфеллера в Нью-Йорке (2008).
- Премия «Культурное достижение», Азиатское общество в Нью-Йорке (2008).
- Специальная премия «Кино для мира», Гессенская кинопремия (Hessischer Filmpreis), Германия (2009).
- Премия «Кристалл» (Crystal), Всемирный экономический форум, Давос, Швейцария (2014).
- «Братство Рокфеллера США», Художники Соединённых Штатов, Нью-Йорк (2016).
- Фильм Женщины без мужчин (по одноимённой книге Шахрнуш Парсипур) получил премию «Серебряный Лев» Венецианского МКФ за кинорежиссуру (2009).